# 畑山博史
畑山 博史（はたやま ひろし、1950年1月23日 - ）は、日本のジャーナリスト。文化人タレント。大阪市天王寺区出身。吉本興業所属。

## 来歴
1972年、同志社大学文学部社会学科新聞学専攻（現在の社会学部メディア学科）を卒業し、同年に毎日新聞社に入社する。大阪本社社会部記者(1978年 - 1987年)時代には、三菱銀行人質事件、グリコ・森永事件、山一抗争、豊田商事事件（豊田商事会長刺殺事件を含む）、日本航空123便墜落事故などの取材・報道を担当した。
次いで1992年まで大阪本社運動部編集委員となり、阪神タイガースや大相撲を担当した。大阪本社学芸部編集委員（1992年 - 1994年、吉本興業や映画などを担当）を経て、1994年より大阪本社夕刊編集長となる。編集長時代には阪神・淡路大震災の被災者支援紙面「希望新聞」の作成に当たった。
鳥取（1996年 - 1998年）と大津（1998 - 2000年）の支局長在職の後、2000年に50歳で選択定年退職する。同年、新日本海新聞社に入社。旧夕刊紙大阪日日新聞の買収と朝刊化で、関連の運営会社に出向し、取締役編集局長を務めた
2003年4月から2年間、日本海新聞取締役編集制作局長を務めた後、2005年4月に日本海新聞取締役兼大阪日日新聞常務取締役となる（組織改編により2008年2月からは新日本海新聞社取締役大阪本社代表）。2014年10月、同社取締役を退任し、常勤顧問を経て、大阪本社主幹となる。
この間、社外活動として、GAORAの情報番組「毎日スポーツビジョン」(1988年)のスポーツキャスター、第9回世界湖沼会議（2001年、大津市）の企画委員、滋賀県観光審議会委員、大津市および鳥取市の総合基本計画策定委員などを歴任した。
2015年、吉本興業と文化人タレント契約を結ぶ。同時に、よしもとスポーツと、ふるさとアスリート契約を結ぶ。
2023年7月　大阪日日新聞休刊により、新日本海新聞社(日本海新聞)大阪支社主幹となる。
2024年9月　一般社団法人 地方PR機構フェローに就任。

## 出演
- CS・GAORA「毎日スポーツビジョン」キャスター（1994年）
- BSフジ「ブラマヨの弾話室～日本どうかしてるぜ！」(2016年～)
- よしもと西梅田劇場「オモ論議！」(2018～19年)
- BSよしもと「ワシんとこポスト」(2022～23年)